# ホーチミン日本人学校
ホーチミン日本人学校（ベトナム語: Trường Nhật Bản ở Thành phố Hồ Chí Minh、英語: Japanese School in Ho Chi Minh City）は、ベトナムのホーチミン市7区にある、在ベトナム日本人のための初等、中等（中学校）教育を行う日本人学校。正式名称は在ホーチミン日本国総領事館付属ホーチミン日本商工会立ホーチミン日本人学校。
通学には主にスクールバスが使われ、毎朝1時間以上かけて学校に登校する生徒も居る。年々生徒数は増加し、平成29年度に全校生徒数が500人を超えたためスクールバスの台数を増やす事などが検討されている。
前述の通り全校生徒数が増加した影響で、同年度のホーチミン祭（学校祭）では発表を行う「第二体育館」の広さの面から、「生徒に向けて」と「保護者に向けて」の2日間に渡って行われた。

## 沿革
- 1996年 日本人学校設立準備委員会発足
- 1997年 ベトナム政府首相の承認、開校
- 1998年 校歌・校章制定
- 2006年 新校舎に移転
- 2013年 第3校舎に移転
- 2017年 第4校舎に移転